# Cameraria fasciella
Cameraria fasciella är en fjärilsart som först beskrevs av Walsingham 1891.  Cameraria fasciella ingår i släktet Cameraria och familjen styltmalar. Inga underarter finns listade i Catalogue of Life.